# Мазепа, Игорь Ярославович
Игорь Ярославович Мазепа (укр. Ігор Ярославович Мазепа; 17 марта 1970, Броды — 29 мая 2019, Сестрятин) — украинский военный лётчик, полковник, участник российско-украинской войны. Погиб в авиакатастрофе во время учений.

## Биография
Родился в 1970 году в городе Броды Львовской области. В 1987 году поступил в Харьковский национальный университет Воздушных Сил имени Ивана Кожедуба, который окончил в 1992 году. После окончания учёбы проходил службу в 16-й отдельной бригаде армейской авиационной бригаде в Бродах.
С 2014 года участвовал в АТО на востоке Украины. В 2015 году служил заместителем командира по лётной подготовке 18-го отдельного вертолётного отряда Миссии ООН в Демократической Республике Конго. С 2018 года занимал должность командира 16-й отдельной армейской авиационной бригады Сухопутных войск Вооружённых сил Украины.
Погиб 29 мая 2019 года в результате крушения вертолёта Ми-8 во время учебно-тренировочного полёта возле села Сестрятин Радивиловского района Ровенской области. У него остались жена и сын.

## Награды
- Орден Данилы Галицкого I степени (6 декабря 2012) — за значительный личный вклад в укрепление обороноспособности Украинского государства, образцовое исполнение воинского долга, высокий профессионализм и Дню Вооруженных Сил Украины[3].